# The 2nd Law
The 2nd Law é o sexto álbum de estúdio da banda inglesa de rock alternativo Muse. O disco foi lançado oficialmente em 1 de outubro de 2012 no Reino Unido.
O disco foi muito bem recebido pelos críticos, com elogios as tendências usadas, a ambição sonora do álbum e a variedade de gêneros e influências abordadas nas canções.

## Produção
Muse decidiu entrar no estúdio para gravar seu sexto álbum em setembro de 2011. O baixista Christopher Wolstenholme disse a BBC Radio 1 que "setembro e outubro será a data que entraremos em estúdio para começar a trabalhar no novo álbum." Em uma entrevista para a revista americana Billboard em 18 de outubro de 2011, o manager da banda, Anthony Addis, revelou que o Muse começou a gravar seu novo disco em Londres e deveria ser lançado provavelmente em outubro de 2012. Bellamy então brincou e publicou em seu twitter que o álbum seria uma "odisseia gangsta cristã com rap e jazz, com um pouco de dubstep e com um flamenco metal cowboy".
Em uma entrevista para a revista Kerrang! em 14 de dezembro de 2011, Wolstenholme disse que o novo álbum do Muse seria "algo radicalmente diferente" do que eles já haviam feito. Ele também disse que era como se a banda tivesse "traçado uma linha num certo periodo" da carreira deles com este disco. Também foi revelado via twitter pelo publicista da banda, Tom Kirk, que o compositor David Campbell, que já havia trabalhado com Radiohead, Paul McCartney, Beck e Adele, estava ajudando Matt Bellamy a compor o álbum. Em uma entrevista feita em abril de 2012 para a NME, Bellamy disse que a banda iria incluir vários elementos de música eletrônica, com influências de conjuntos como French house, Justice e do grupo inglês de rock eletrônico Does It Offend You, Yeah?. Matt também confirmou o lançamento do CD para o outono de 2012.

## Lançamento

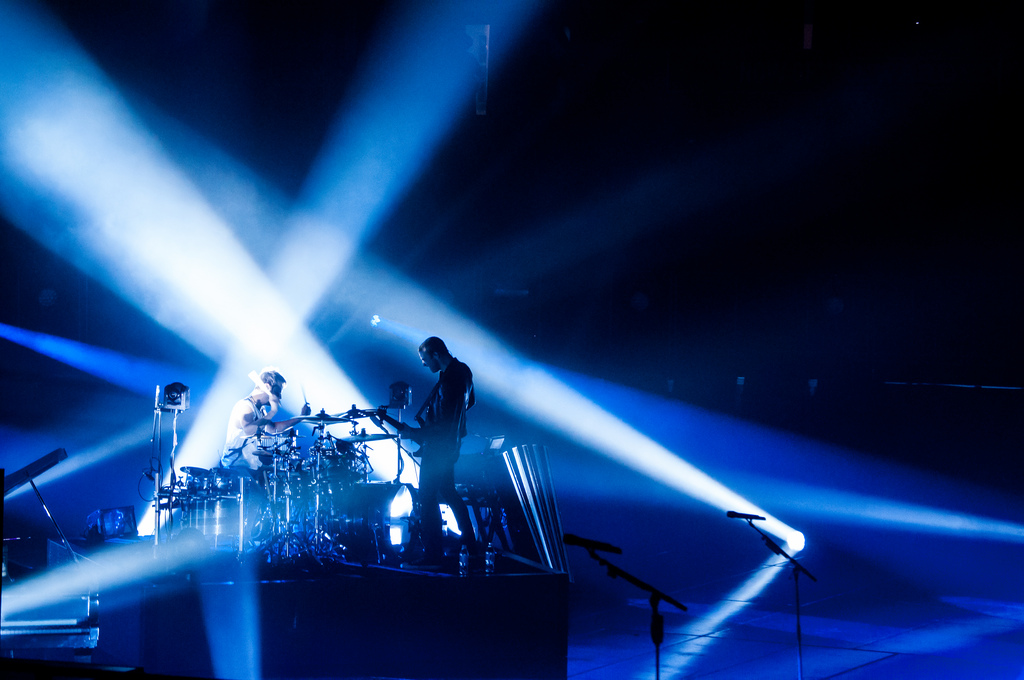
A banda se apresentando no Air Canada Centre, em 2013, durante a turnê de divulgação do disco.

Em 6 de junho de 2012, Muse lançou oficialmente um trailer para o novo álbum e anunciou seu título, The 2nd Law, e também confirmou a data de lançamento definitiva para 17 de setembro daquele ano. Mais tarde a data foi alterada para 1 de outubro. O trailer, que incluia elementos de dubstep, dividiu opiniões dos fãs pelo mundo. Em 7 de junho, a banda anunciou uma turnê pela europa para ajudar na divulgação do novo disco, intitulada The 2nd Law Tour. Os shows seriam principalmente na França, Espanha e no Reino Unido, mas também com várias apresentações em diversos países do continente europeu.
Em 26 de junho de 2012 foi anunciado a liberação da primeira música do álbum, intitulada "Survival", que fez sua estreia no programa de Zane Lowe na BBC Radio 1 em 27 de junho. No mesmo dia, a canção foi corfirmada como a música oficial dos Jogos Olímpicos de Verão de 2012.
Em 9 de agosto, Muse liberou a faixa "The 2nd Law: Unsustainable" para quem realizou a pré-venda no site da banda e, no dia seguinte, lançaram a canção oficialmente pelo seu canal no youtube.
Em 20 de agosto, foi a vez da canção "Madness" ser lançada pela BBC Radio 1. Em 23 de setembro, a banda liberou oficialmente todas as faixas do álbum via sites de compra online e rádios por todo o mundo.
A canção "Follow Me" foi lançado como o terceiro single do disco em novembro de 2012. O single seguinte foi a música "Supremacy", com lançamento previsto para 25 de fevereiro de 2013.

## Composição
De acordo com uma entrevista para a revista NME, o álbum possui elementos de rock sinfônico, dubstep e synthpop. "Madness", segundo a da NME, tem referências óbvias a canção "I Want to Break Free" do Queen e ao álbum Scary Monsters and Super Creeps de David Bowie. O líder da banda, Matt Bellamy, disse que o som brostep do músico Skrillex foi uma grande influência, em especial nas últimas duas canções - "The 2nd Law: Unsustainable" e "The 2nd Law: Isolated System". Ele também falou que a canção "Follow Me" é sobre o filho de Matt, Bingham Bellamy. Já "Panic Station" contém influências da canção "Superstition" de Stevie Wonder e também há elementos de funk rock. A primeira faixa do álbum, "Supremacy", tem guitarras ao estilo das músicas de Led Zeppelin, com um toque de rock progressivo. O baixista Chris Wolstenholme escreveu e também atuou como vocalista em duas canções para o disco - "Save Me" e "Liquid State" - que falam de sua batalha contra o alcoolismo e outras dificuldades de sua vida.

## Faixas
Todas as faixas escritas e compostas por Matt Bellamy, exceto "Save Me" e "Liquid State" por Christopher Wolstenholme. 
| CD             |                                |         |  |
| N.º            | Título                         | Duração |  |
| 1.             | "Supremacy"                    | 4:55    |  |
| 2.             | "Madness"                      | 4:39    |  |
| 3.             | "Panic Station"                | 3:03    |  |
| 4.             | "Prelude"                      | 1:03    |  |
| 5.             | "Survival"                     | 4:17    |  |
| 6.             | "Follow Me"                    | 3:51    |  |
| 7.             | "Animals"                      | 4:23    |  |
| 8.             | "Explorers"                    | 5:48    |  |
| 9.             | "Big Freeze"                   | 4:41    |  |
| 10.            | "Save Me"                      | 5:09    |  |
| 11.            | "Liquid State"                 | 3:03    |  |
| 12.            | "The 2nd Law: Unsustainable"   | 3:48    |  |
| 13.            | "The 2nd Law: Isolated System" | 4:59    |  |
| Duração total: | Duração total:                 | 53:39   |  |

## Recepção
| Críticas profissionais | Críticas profissionais |
| Pontuações agregadas   | Pontuações agregadas   |
| Fonte                  | Avaliação              |
| ---------------------- | ---------------------- |
| Metacritic             | 70/100                 |
| Avaliações da crítica  |                        |
| Fonte                  | Avaliação              |
| AllMusic               | [ 29 ]                 |
| BBC                    | Positiva               |
| Digital Spy            | [ 31 ]                 |
| Drowned in Sound       | [ 32 ]                 |
| Entertainment Weekly   | C+                     |
| The Telegraph          | [ 34 ]                 |
| The Guardian           | [ 35 ]                 |
| NME                    | 8/10                   |
| The Observer           | [ 37 ]                 |
| Rolling Stone          | [ 38 ]                 |

### Crítica
O The 2nd Law recebeu boas críticas dos especialistas. No site Metacritic, que dá uma nota ao álbum que pode ir até 100 baseada na análise de vários críticos, conquistou uma nota de 70 baseado em 30 resenhas, indicando uma "recepção muito favorável pela crítica". O analista do The Guardian, Alexis Petridis, deu ao álbum 4 de 5 estrelas, elogiando a ambição do trabalho mas falando que as tendências cobertas pelo disco já haviam sido exploradas nos CDs anteriores da banda e completou dizendo que "ninguém vai ver um filme de alta bilheteria pela profunda e intensa caracterização. Eles vão para assistir aos efeitos especiais, algo que o The 2nd Law cobre muito bem". Por outro lado, Kyle Anderson, da Entertainment Weekly, deu ao álbum um C+, dizendo que "vai ao fundo com o estilo do Queen" e expressou desapontamento com a falta de elementos de música eletrônica frente as expectativas criadas para o disco, o que, segundo ele, seria algo bem diferente dos trabalhos anteriores do trio britânico. O crítico musical Ian Winwood da BBC também deu ao disco um parecer positivo, saudando as canções "Supremacy", "Liquid State" e "The 2nd Law: Isolated System", dizendo que "o Muse se apresenta bem em qualquer forma que quiserem". Helen Brown, da The Telegraph, deu ao álbum 4 de 5 estrelas, elogiando o single "Madness" em particular. A crítica do The Observer fez referência as "tendências bombásticas" do Muse, dizendo que "[Matt] Bellamy não está cego para as contradições de sua banda em suas tentativas de levar sua comicidade ao level 11; crescimento sem fim, e é claro, insustentável. Mas no momento eles parecem bem confortáveis com a ideia de obscena super-inflação. Nós também deveríamos".
Apesar das excelentes críticas e boa recepção comercial, o álbum não foi unanimidade. Alguns especialistas criticaram a ruptura da banda com seu antigo estilo de rock e a vontade de experimentar novos gêneros e influências. A allmusic deu ao The 2nd Law 3 de 5 estrelas, notando que "a excursão ao dubstep e a dance music nas faixas "Madness" e "Follow Me" parecem mais com remixes do que com canções originais. Elas parecem com a típica música do Muse, mas a produção que a construiu parece quase alienígena".

### Comercial
Comercialmente, o The 2nd Law foi um sucesso internacional. O álbum estreou em segundo lugar nas paradas dos Estados Unidos, vendendo pelo menos 101 000 cópias em sua primeira semana naquele país, dando ao Muse sua melhor estreia em solo americano, apesar do número de unidades comercializadas ter sido menor que o disco anterior do grupo, o The Resistance, que estreou na terceira posição por lá vendendo perto de 130 mil cópias. O disco também estreou na segunda posição na Austrália, na Alemanha, na Irlanda, na Coreia e na Espanha. Este álbum deu ao Muse seu quarto lançamento consecutivo a chegar ao topo dos mais vendidos no Reino Unido, enquanto também estreou na primeira posição em pelo menos mais treze países.
No começo de 2013, o álbum já havia vendido mais de 300 000 cópias na Grã-Bretanha.

## Pessoal
Muse
- Matthew Bellamy – vocal, guitarra, teclados, piano, sintetizadores, programação, produção
- Christopher Wolstenholme – baixo, vocal de apoio, vocal em "Save Me" e "Liquid State", produção
- Dominic Howard – bateria, percussão, sintetizadores, programação, produção

| Produção - Tommaso Colliva – produção adicional, engenharia, mixagem (faixa 4) - Adrian Bushby – produção adicional, engenharia - Paul Reeve – produção adicional nos vocais (faixas 10 e 11) - Nero – produção adicional e mixagem (faixa 6) - Chris Lord-Alge – mixagem (faixas 1, 5, 7, 9 e 12) - Mark Stent – mixagem (faixas 2, 8 e 10) - Rich Costey – mixagem (faixas 3, 11 e13) | - Alessandro Cortini – engenheiro adicional de sintetizadores - Brendan Dekora – engenheiro assistente - Olga Fitzroy – engenheiro assistente - Sean Oakley – engenheiro assistente - Tom Bailey – engenheiro assistente - Ted Jensen – masterização |

Pessoal adicional
- David Campbell – condutor
- Gavin Bond – fotografia

## Tabelas
| Paradas (2012)                      | Melhor posição |
| ----------------------------------- | -------------- |
| Alemanha (Media Control)            | 2              |
| Austrália (ARIA Charts)             | 2              |
| Áustria (Ö3 Austria Top 40)         | 1              |
| Bélgica Flanders (Ultratop 50)      | 1              |
| Bélgica Valônia (Ultratop 40)       | 1              |
| Espanha (PROMUSICAE)                | 2              |
| Finlândia (Suomen virallinen lista) | 1              |
| França (SNEP)                       | 1              |
| Hungria (MAHASZ)                    | 2              |
| Irlanda (Irish Albums Chart)        | 2              |
| Itália (FIMI)                       | 1              |
| Japão (Oricon)                      | 5              |
| Nova Zelândia (RIANZ)               | 1              |
| Países Baixos (MegaCharts)          | 1              |
| Suécia (Sverigetopplistan)          | 6              |
| Suíça (Schweizer Hitparade)         | 1              |
| Reino Unido (UK Albums Chart)       | 1              |
| Estados Unidos (Billboard 200)      | 2              |

| País           | Certificador | Certificação |
| -------------- | ------------ | ------------ |
| Bélgica        | BEA          | Ouro         |
| Canadá         | MC           | Ouro         |
| França         | SNEP         | 3× Platina   |
| Irlanda        | IRMA         | Ouro         |
| Itália         | FIMI         | Platina      |
| Nova Zelândia  | RIANZ        | Ouro         |
| Polônia        | ZPAV         | Ouro         |
| Suíça          | IFPI         | Ouro         |
| Reino Unido    | BPI          | Platina      |
| Estados Unidos | RIAA         | Ouro         |

## Histórico de lançamento
| País           | Data                   | Formato                  | Gravadora    |
| -------------- | ---------------------- | ------------------------ | ------------ |
| Alemanha       | 28 de setembro de 2012 | CD, Deluxe, Boxset, 2 LP | Warner Music |
| Austrália      | 28 de setembro de 2012 | CD, Deluxe, Boxset, 2 LP | Warner Music |
| Áustria        | 28 de setembro de 2012 | CD, Deluxe, Boxset, 2 LP | Warner Music |
| Bélgica        | 28 de setembro de 2012 | CD, Deluxe, Boxset, 2 LP | Warner Music |
| Países Baixos  | 28 de setembro de 2012 | CD, Deluxe, Boxset, 2 LP | Warner Music |
| Suíça          | 28 de setembro de 2012 | CD, Deluxe, Boxset, 2 LP | Warner Music |
| Irlanda        | 1 de outubro de 2012   | CD, Deluxe, Boxset, 2 LP | Warner Music |
| Reino Unido    | 1 de outubro de 2012   | CD, Deluxe, Boxset, 2 LP | Helium 3     |
| Itália         | 2 de outubro de 2012   | CD, Deluxe, Boxset, 2 LP | Warner Music |
| Canadá         | 2 de outubro de 2012   | CD, Deluxe, Boxset, 2 LP | Warner Bros. |
| Estados Unidos | 2 de outubro de 2012   | CD, Deluxe, 2 LP         | Warner Bros. |
| Brasil         | 3 de outubro de 2012   | CD                       | Warner Music |
| Suécia         | 3 de outubro de 2012   | CD, Deluxe, Boxset, 2 LP | Warner Music |
| Japão          | 3 de outubro de 2012   | CD, Deluxe, Boxset       | Warner Music |